# Port lotniczy K50
Port lotniczy K50 – port lotniczy położony 50 km na południe od Mogadiszu, w Somalii. W wyniku wojny w Somalii jest używany w zamian za port lotniczy Mogadiszu.

## Linie lotnicze i połączenia
| Linia Lotnicza                          | Kierunek                  |
| --------------------------------------- | ------------------------- |
| United Nations Humanitarian Air Service | 1. Addis Abeba 2. Nairobi |